# Hemulen
Uppslagsordet "Hemul" pekar hit.  För det juridiska begreppet, se hemulsansvar.
Hemulen är en litterär figur i Tove Janssons berättelser om Mumintrollen.
Namnet Hemulen bärs av flera personer inom rasen hemuler som figurerar i många av Janssons böcker. Den mest återkommande av dessa är dock en botaniker som tidigare samlade på frimärken.

## Hemulerna i Mumindalen
Hemuler som allmän art introducerades redan i den första boken om Muminfamiljen, Småtrollen och den stora översvämningen (1945), där de ursprungligen var tankspridda samlare av olika slag. Dessa samlare hinner sällan tänka på något annat och lägger ner stor möda på att få sina samlingar kompletta. De är till sin natur väldigt formella och saknar sinne för humor. Många hemuler håller sig lite för sig själva men är samtidigt vänskapliga om man inte retar dem. Det som hemuler inte gillar och som inte är typiskt för dem kallar de "ohemult".
I senare volymer av böckerna symboliserar hemulerna även ordning, inskränkthet, paragrafrytteri och myndigheter. De vill inordna sin omgivning i fack och blir lätt fanatiska. I Farlig midsommar exemplifieras detta av Parkvakten och Fångvakten. En kvinnlig hemul var föreståndare för det barnhem där Muminpappan tillbringade sin barndom (i boken Muminpappans memoarer). 
Till utseendet är hemulerna snarlika mumintroll men något smäckrare och längre. Alla hemuler, även de manliga, klär sig helst i klänning eller särk.

## Den botaniske Hemulen
Den hemul som förekommer under namnet Hemulen i flera böcker var ursprungligen en frimärkssamlare när han först dök upp i Kometen kommer, i vilken han menar att hans samlande inte är någon hobby utan ett yrke. I Trollkarlens hatt blir han frustrerad över att hans frimärkssamling är komplett och byter till ett nytt intresse för botanik. Hemulen tycker att det mesta är jobbigt och besvärligt och han förstår sig inte riktigt på humor.
Utmärkande drag är hans lila klänning som han ärvt av sin moster samt hans förstoringsglas, vilket han haft sedan han var frimärkssamlare. När han övergick till botanik skaffade han även en brun portör i vilken han förvarar sina växter i när han är ute och letar. I den animerade TV-serien I Mumindalen är Hemulen en viktig bifigur och äger en stor trädgård där han planterar alla växter och frön han hittar under sina resor. Han har även en kusin som samlar på fjärilar.

## Andra personer med namnet Hemulen
Utöver den botaniske Hemulen finns det i Janssons böcker fler anmärkningsvärda personer med namnet Hemulen men som inte har återkommande roller. En av dessa är en skidåkare i Trollvinter och en annan är huvudfigur i Hemulen som älskade tystnad ur Det osynliga barnet. I den sista boken, Sent i november, spelar Hemulen en viktig roll, där han symboliserar motsättningen mellan trygghet och äventyr.

## Röster i film och TV
| År      | Film / serie                 | Röst                                              |
| ------- | ---------------------------- | ------------------------------------------------- |
| 1973    | Jul i Mumindalen             | Lennart Gregor                                    |
| 1990–91 | I Mumindalen                 | Tapio Hämäläinen (finsk) / Peik Stenberg (svensk) |
| 1992    | Kometen kommer               | Tapio Hämäläinen (finsk) / Peik Stenberg (svensk) |
| 2010    | Mumintrollet och kometjakten | Jarmo Koski (finsk) / Max Bremer (svensk)         |